# Bongo Fury
Bongo Fury ist ein Musikalbum mit überwiegend live gespielten Stücken von Frank Zappa und Captain Beefheart, das im Jahr 1975 veröffentlicht wurde. Die Live-Auftritte wurden am 20. und 21. Mai 1975 im Armadillo World Headquarters in Austin (Texas) aufgenommen. Die Studiotracks wurden im Januar 1975 während der Sessions zu den Zappa-Alben One Size Fits All und Studio Tan aufgenommen.
Bongo Fury war das letzte Album, das Zappa mit den Musikern seiner frühen 1970er-Jahre-Bandbesetzung aufnahm, die auch auf Apostrophe (’) und Roxy & Elsewhere mitwirkten. Der Gesang auf Advance Romance und auf Carolina Hard-Core Ecstasy stammt von Napoleon Murphy Brock. Captain Beefheart, auf der wahrscheinlich einzigen Tournee mit Zappas Band, liefert den Gesang zu verschiedenen Liedern und spricht zwei kurze Prosatexte, Sam With the Showing Scalp Flat Top und Man With the Woman Head. Auf Bongo Fury wirkte auch Terry Bozzio mit, der zwischen 1975 und 1978 Zappas fester Schlagzeuger wurde.

## Titelliste (LP)
Alle Stücke sind von Frank Zappa komponiert, außer den Stücken 3 und 8. Diese wurden von Captain Beefheart komponiert.

### Seite eins
1. Debra Kadabra (live) – 3:54
2. Carolina Hard-Core Ecstasy (live) – 5:59
3. Sam with the Showing Scalp Flat Top (live) – 2:51
4. Poofter’s Froth Wyoming Plans Ahead (live) – 3:03
5. 200 Years Old – 4:32

### Seite zwei
1. Cucamonga – 2:24
2. Advance Romance (live) – 11:17
3. Man with the Woman Head (live) – 1:28
4. Muffin Man (live) – 5:34

## Mitwirkende Musiker
- Frank Zappa – Gesang, Gitarre
- Denny Walley – Gesang, Slide-Gitarre
- Tom Fowler – Bass
- Terry Bozzio – Schlagzeug
- Chester Thompson – Schlagzeug
- Captain Beefheart – Gesang, Mundharmonika
- George Duke – Keyboard, Gesang
- Napoleon Murphy Brock – Saxophon, Gesang
- Bruce Fowler – Posaune

## Chartplatzierungen
Album – Billboard (Nordamerika)
| Jahr | Chart      | Position |
| ---- | ---------- | -------- |
| 1975 | Pop Albums | 66       |